# ゲームボーイ互換機
ゲームボーイ互換機（ゲームボーイごかんき）とは各社から発売されたゲーム機の総称であり、ゲームボーイと類似した機能を備えており、ゲームボーイ用ソフトが起動できるものを指す。任天堂から発売されたメーカー純正品、任天堂からライセンスを受けたライセンス製品、任天堂からライセンスを受けていないノンライセンス製品が存在する。

## ゲームボーイ互換機一覧

### メーカー純正品
- スーパーゲームボーイ
- スーパーゲームボーイ2
- ゲームボーイプレーヤー

### ライセンス製品
- SH-GB10-H（パナソニック「Q」専用ゲームボーイプレイヤー[1]）

### ノンライセンス製品
- GB BOY COLOUR[2]
- RetroVision[3]
- Super GB Booster - PlayStationのパラレルポート端子（SCPH-9000、SCPH-100は装備しない）に接続してゲームボーイ用カートリッジを差し込む周辺機器。日本ではゲームブースターという名前で発売された。[4]
- CYBER レトロフリーク
- DIGI retroboy[5]
- RetroN Sq（英語版）
- Analogue Pocket（英語版）[6]